# 2018년 동계 올림픽 파키스탄 선수단
2018년 동계 올림픽 파키스탄 선수단은 대한민국 평창에서 개최될 2018년 동계 올림픽에 참가하는 올림픽 파키스탄 선수단이다. 파키스탄의 동계 올림픽 세번째 참가이기도 하다.
이번 대회에서 파키스탄은 남자 선수 두 명이 각각 알파인스키와 크로스컨트리 종목에 출전한다.

## 참가 선수
다음은 각 종목별 참가 현황이다.
| 종목         | 남자 | 여자 | 총합 |
| ------------ | ---- | ---- | ---- |
| 알파인스키   | 1    | 0    | 1    |
| 크로스컨트리 | 1    | 0    | 1    |
| 총합         | 2    | 0    | 2    |

## 종목별 성적

### 알파인 스키
파키스탄에는 총 한 명의 선수가 배정됐다.
남자
- 무함마드 카림

### 크로스컨트리 스키
파키스탄에는 총 한 명의 선수가 배정됐으며, 시에드 후만 선수가 출전할 예정이다. 이로써 파키스탄 최초로 동계 올림픽에서 크로스컨트리 종목에 도전하게 된다.
남자
- 시에드 후만